# Chevauchement
Pour les articles homonymes, voir Chevauchement (homonymie).

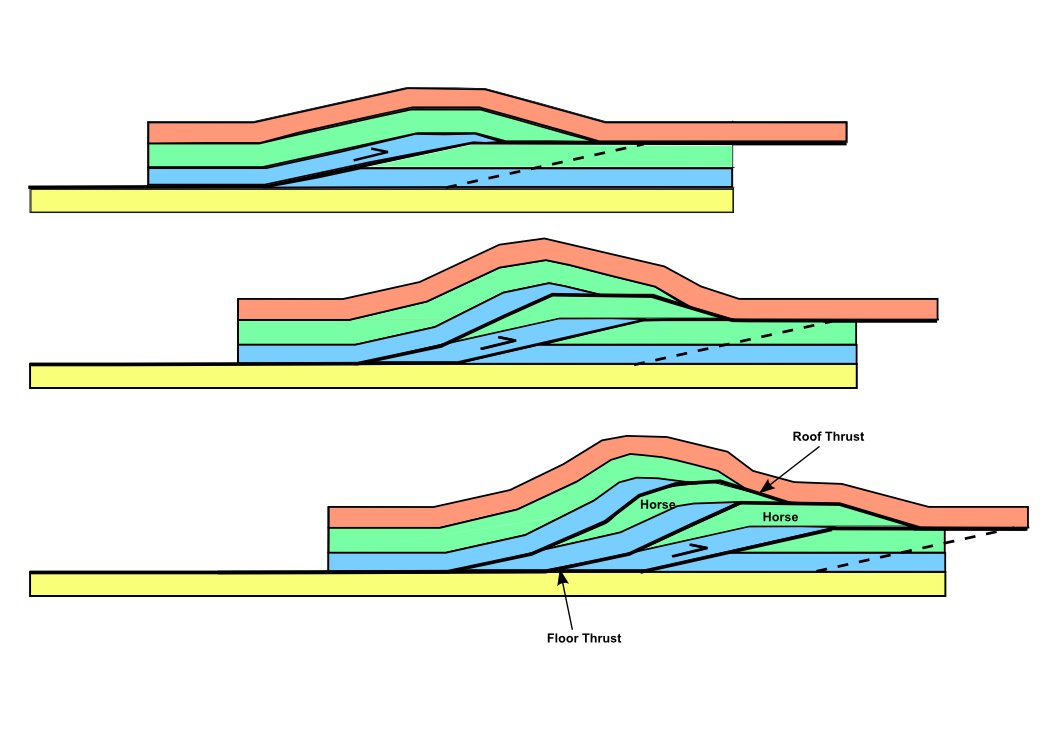
Diagramme sur les séquences d'un chevauchement aboutissant à un empilement d'écailles charriées.

En géologie, un chevauchement est un mouvement tectonique conduisant un ensemble de terrains à en recouvrir un autre par le biais d'un contact anormal (de type pli couché, faille inverse), généralement de faible inclinaison, nommé surface de chevauchement. Ce mouvement horizontal entraîne ainsi la superposition verticale de deux ensembles de terrains dont la succession n’est pas normale. 
On dit que l’unité supérieure est charriée ou, encore, allochtone. L’unité inférieure est considérée comme autochtone, c’est-à-dire comme n’ayant pas bougé. Plus précisément, ce mouvement tectonique correspond au phénomène de sous-charriage, la gravité faisant que c'est l'unité inférieure qui passe sous l'unité supérieure.
Les chevauchements correspondent à des unités tectoniques de dimensions modestes et de portée limitée, quelques kilomètres au plus, appartenant, le plus souvent, au même bassin sédimentaire. Lorsque cette unité forme une lame de faible épaisseur (quelques dizaines à centaines de mètres), de faible largeur et longueur (quelques hectomètres ou kilomètres) et peu déplacée par rapport à l'autochtone, elle est désignée sous le nom d'écaille tectonique. Un chevauchement d'amplitude pluri-kilométrique (dizaines de kilomètres, voire centaines) est appelé un charriage et est à l'origine de nappes de charriage. 